# 費思箴
費思箴（16世紀—17世紀），字占南，湖廣承天府荊門州人，明朝政治人物。

## 生平
費思箴是萬曆元年（1573年）癸酉科湖廣鄉試舉人，十二年（1584年）授咸寧教諭，陞豐縣知縣，改建當地土城為磚城，費用計畝而輸不擾人民，不足的賣去官田以資助，六個月後告成，剩下材料則在北城興建大觀樓，再陞為揚州清軍同知，於地方勸民農桑、興辦水利不辭勞苦，回鄉後在本州西北山麓砌壩數里至費家坪，以灌溉農田。

## 引用
1. 1 2  同治《荊門直隸州志·卷九·人物志》：費思箴，字占南，萬厯癸酉舉人，任揚州府同知，勸農桑、興水利，相度經營不憚浚築之勞，在本州西北山麓砌壩數里至費家坪，資灌溉甚溥。
2. ↑  同治《咸寧縣志·卷六·秩官》：明教諭……費思箴 荊門州人，由舉人萬厯十二年任
3. ↑  光緒《豐縣志·卷四·職官類下》：費思箴，荊門州舉人，城垣易土為磚實自公始，其費計畝而輸無偏擾民，不足復市官田以佐之，閱六月告成，以其餘材起大觀樓于北城上。